# Пивоваров, Михаил Иванович
Михаи́л Ива́нович Пивова́ров (26 декабря 1915, дер. Скуратиха, Костромская губерния — 6 января 1976, Порхов, Псковская область) — командир роты 50-го отдельного гвардейского тяжёлого танкового Новогородского Краснознамённого полка (11-го танкового Краснознамённого корпуса, 69-й армии, 1-го Белорусского фронта), гвардии майор. Герой Советского Союза.

## Биография
Родился 13 декабря 1915 года в деревне Скуратиха (ныне — в Елнатском сельском поселении Юрьевецкого района Ивановской области) в семье крестьянина. Русский. Окончил начальную школу в селе Мальгино и семилетку в Юрьевце. Три года работал бригадиром полеводческой бригады колхоза «Первая пятилетка».
В ноябре 1936 года был призван в Красную Армию и зачислен в 1-ю Московскую стрелковую дивизию, окончил полковую школу младших командиров. Затем поступил в Орловское бронетанковое училище, которое успешно окончил в марте 1939 года. Младший лейтенант Пивоваров получил направление в Ленинградский военный округ на должность командира танка. Служил в 22-м запасном танковом полку, в 13-й лёгкой танковой бригаде, в 5-м танковом полку 5-й танковой дивизии.
Участник Великой Отечественной войны с 27 июня 1941 года. Воевал на Северо-Западном, Ленинградском, Волховском и 1-м Белорусском фонтах. Командиром танка отдельного тяжелого танкового батальона участвовал в боях под городом Островом Псковской области, а затем — у стен Ленинграда. Во время прорыва блокады в районе Синявино, в январе 1943 года, Пивоваров уже командует взводом тяжёлых танков 32-го отдельного гвардейского тяжёлого танкового полка.
В мае 1943 года за умелые действия и отвагу назначен командиром танковой роты 50-го отдельного  гвардейского тяжёлого танкового полка, с которым прошёл до Победы. Член ВКП(б) с 1944 года.
В начале 1944 года во время боёв за город Новгород успешно действовала рота тяжёлых танков Пивоварова. Танкисты первыми врывались на передний край противника, уничтожая огневые средства, технику и живую силу. За танками устремлялись пехотинцы. За боевую доблесть, проявленную в боях за освобождение древнего русского города, Пивоваров награждён орденом Красного Знамени.
В мае 1944 года танковый полк был переброшен на 1-й Белорусский фронт. Рота гвардии капитана Пивоварова вела успешные бои по освобождению польских городов Мацехов, Луков, Седлец. Только в боях за Седлец танкисты рота уничтожили три самоходных орудия, две противотанковые пушки, артиллерийскую батарею и до сотни гитлеровцев. За мужество и отвагу в этих боях Пивоваров был награждён орденом Отечественной войны II степени.
14 января 1945 года войска 1-го Белорусского фронта начали освобождение польских земель к западу от Вислы. Рота Пивоварова была включена в состав передового отряда 65-й танковой бригады. Решительно и смело действовал командир танковой роты. Двигаясь в голове передового отряда, тяжёлые танки смело вступали в бой с противником, отражали его контратаки. В ходе этого наступления рота Пивоварова уничтожила 11 танков и самоходных орудий, 15 бронетранспортёров, разгромила 3 автоколонны противника. За 6 дней наступления рота с боями прошла более 200 километров, отрезая пути отхода противнику.
18 января передовой отряд подошёл к реке Джевичке. Мост через реку был взорван. Дальнейшее продвижение танковой бригады было под угрозой. Но здесь проявил инициативу Пивоваров. Он быстро разведал берега реки, отыскал брод и устремился на противоположный берег.
Указом Президиума Верховного Совета СССР от 27 февраля 1945 года За образцовое выполнение боевых заданий в Висло-Одерской операции и проявленные мужество и героизм гвардии майору Пивоварову Михаилу Ивановичу присвоено звание Героя Советского Союза с вручением ордена Ленина и медали «Золотая Звезда».
Рота Пивоварова дошла до Берлина. Она стремительно ворвалась на железнодорожную станцию, выбила фашистов из центральной скотобойни и удерживала её в течение суток, до подхода наших войск. В боях за Берлин танкисты Пивоварова уничтожила 14 танков, 6 самоходных орудий, 24 пушки, 49 пулемётов и несколько сотен гитлеровцев.
После войны продолжал службу в танковых частях на территории Германии. В сентябре 1946 года гвардии майор Пивоваров был уволен с военной службы с зачислением в запас.
Жил в городе Порхов Псковской области, на родине жены. Работал начальником политотдела МТС. В 1949 году окончил областную партшколу, в 1953 году — Ленинградскую высшую партшколу. Был на партийной работе в районах области, секретарём Порховского райкома партии. В 1954—1958 годах — командир отряда ВОХР в бухте Угольной Анадырьского района Чукотки. Вернувшись в город Порхов, работал на предприятиях города. Скончался 6 января 1976 года. Похоронен в городе Порхове.
Награждён орденами Ленина, Красного Знамени, Александра Невского, Отечественной войны 2-й степени, медалями.
На родине его имя увековечено на мемориалах в городах Юрьевец и Иваново.